# Tipula (Acutipula) alboplagiata
Tipula (Acutipula) alboplagiata is een tweevleugelige uit de familie langpootmuggen (Tipulidae). De soort komt voor in het Oriëntaals gebied.